# Elvenquest
Elvenquest is een Britse sitcom op BBC Radio 4, voor het eerst uitgezonden op 29 maart 2009. De reeks is geschreven door Anil Gupta en Richard Pinto. De serie is een parodie op fantasyverhalen.
De stemmen van de personages worden ingesproken door Stephen Mangan, Alistair McGowan, Darren Boyd, Kevin Eldon, Sophie Winkleman en Dave Lamb.

## Verhaallijn
Vidar, heer der elven, Penthesilea de strijdende prinses en Dean de dwerg bewonen Lage-Aarde (een verwijzing naar J.R.R. Tolkien), en moeten op zoek naar het zwaard van Asnagar. Hiervoor hebben ze echter de Uitverkorene nodig, die in de gewone wereld leeft. Ze halen hem op op een signeersessie van de misantropische fantasy-auteur Sam Porter; de Uitverkorene is namelijk diens hond, Amis. Baasje Sam komt mee in de Lage-Aarde terecht, alwaar Amis in een mens verandert. Hun doel bestaat erin, de Lage-Aarde te bevrijden van de boosaardige Lord Darkness. Samen met zijn hulpje Creech poogt Lord Darkness te verhinderen dat het gezelschap het zwaard bemachtigt.

## Humor
ElvenQuest is enerzijds een persiflage en anderzijds een comedyserie op zichzelf. Volgens Anil Gupta is het de bedoeling dat het programma meer dan zomaar een parodie op In de Ban van de Ring is, en daadwerkelijk komt er ook zoiets als psychologische uitdieping aan bod. In elk geval ontspringt de humor grotendeels aan het bombastische taalgebruik. Vidar als koning der elven is eigenlijk buitengewoon dom, Amis, de Uitverkorene, heeft als mens nog steeds de neiging stokken te apporteren en tegen bomen te plassen, en Lord Darkness doet zijn uiterste best om een ‘rechtvaardig leider’ te zijn, waartoe hij wellnesskuren volgt. Op die wijze speelt het programma verder met talloze clichés uit de fantasyliteratuur.
De laatste aflevering van reeks 1 werd op 3 juni 2009 uitgezonden.